# Drosophila megasticta
Drosophila megasticta är en tvåvingeart som beskrevs av Elmo Hardy 1965. Drosophila megasticta ingår i släktet Drosophila och familjen daggflugor.
Artens utbredningsområde är Hawaii.